# Palazzo Fattiboni
Palazzo Fattiboni è uno storico palazzo di San Silvestro Colle, nel comune di Pescara, in Abruzzo.

## Storia
Situato nell'unica frazione cittadina di San Silvestro Colle, Palazzo Fattiboni sorse nel XVII secolo sopra un fortino militare spagnolo. Successivamente, con regio decreto borbonico divenne sede del Municipio di San Silvestro, accorpando le frazioni di Fontanelle Vecchia e Torremontanara, fino a quando, nel 1868, il comune divenne nuovamente frazione di Pescara con Fontanelle.

## Descrizione
Si tratta della principale architettura civile della località. Il palazzo si presenta come un edificio a pianta rettangolare, composto da un chiostro interno, ed è dotato di ordine regolare di aperture a tutto sesto.